# Макарівська гімназія
Макарівський навчально-виховний комплекс «Загальноосвітня школа І ступеня — районна гімназія»
23 серпня 2015 року на території гімназії відкрито меморіальну дошку на честь випускника школи, бортового механіка загону «Блакитна стежа» Олексія Потапенка, який загинув в АТО під час проведення спостережного польоту АН-30Б над Слов'янськом 6 червня 2014 року..